# Frits Rademacher
Frits Rademacher (Sittard, 9 mei 1928 - aldaar, 16 augustus 2008) was een Nederlands musicus. Hij begon zijn muzikale carrière op zesjarige leeftijd bij het knapenkoor in de Grote Kerk in Sittard. Later werd hij lid van het Sittards Gemengd Koor. In Doenrade leerde hij Mia van Nielen (1926-2015) kennen, met wie hij in 1957 zou trouwen. Ze werden beiden lid van het koor Crescendo.
Voor een revue in Doenrade schreef Rademacher in 1948 zijn eerste twee Limburgse liedjes. Rademacher bleek een veelzijdige muzikant en speelde vele instrumenten waaronder blokfluit, mondharmonica, harmonica en viool. Zijn favoriete instrument was echter de gitaar.
Grote bekendheid in Limburg kreeg hij met zijn liedjes in Limburgs dialect. Bekende nummers zijn Loeënde Klokke (in het Nederlands vertaald: luidende klokken) en 't Huikske (het hoekje).
Rademacher won in 1955 de Jo Erensprijs in het Belgische Neerpelt met het liedje 'Ig kèn ein melodieke'. Aan dit concours namen 65 "troubadours" deel. Daarna brak hij door met optredens in Nederland, Vlaanderen, Duitsland en Australië.
In 1955 werden ook zijn eerste platen opgenomen. Van de nummers 't Huikske en Loeënde Klokke werden meer dan 130.000 exemplaren verkocht. Hij verscheen op tv en trad op in Carré in Amsterdam.
Rademacher wordt samen met Chel Savelkoul, Sjef Diederen, Jo Erens en Harry Bordon gerekend tot De Grote Vijf van de Limburgse Troubadours van de jaren veertig tot en met negentig van de vorige eeuw. Zij vormden belangrijke identificatiepunten voor de Limburgse samenleving.
In 1986 stopte hij met optredens.
In 1991 werd er speciaal ter ere van Rademacher een concert uitgevoerd in de schouwburg van Sittard waar zijn bekende liedjes werden gespeeld. Hij was toen net hersteld van een zware ziekte.
In 1993 ontving hij de zilveren erepenning van de gemeente Sittard.
Op zaterdag 16 augustus 2008 overleed Rademacher in het ziekenhuis van Sittard op 80-jarige leeftijd. Op donderdag 21 augustus werd in de grote kerk van Sittard de uitvaartdienst gehouden. Zijn geliefde gitaar (met linten) had een prominente plek bij de kist.